# Man vänjer sig (sång)
Man vänjer sig är en sång skriven och framförd av den svenske musikern Kjell Höglund. Sången utgavs första gången 1974 på albumet Baskervilles hund och producerades av Janne Hansson.
Låten tillhör Höglunds mer kända verk och har levt vidare långt efter den ursprungliga utgivningen, bland annat genom en nyinspelning av Höglund på skivan Höglund Forever (1992). Höglunds originalversion från 1974 är dock förmodligen mer känd än nyinspelningen. Ellen Sundberg gjorde en cover av låten på hennes skiva Du sålde min biljett - Ellen Sundberg sjunger Kjell Höglund (2018).
Vid Höglunds nyinspelning 1992 kallade tidningen IDag låten för en "lysande pricksäker betraktelse över livets allmänna tristess." I låttexten målar upp Höglund en människas vardag på ett sätt som kan betraktas som diskbänksrealism.